# میم اینترنتی

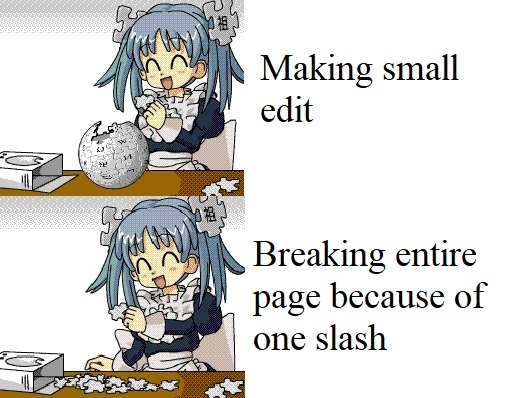
بگردید و / اشتباه را پیدا کنید!

میم اینترنتی، میم یا یاده (به انگلیسی: Internet meme)، اصطلاحی در فرهنگ مجازی برای توصیف موضوع، عقیده، رفتار، تصویر یا شوخی یا سبکی در اینترنت و رسانه‌های اجتماعی است.
این واژه زیرگروهی از تعریف میم در انسان‌شناسی است. و بعضی میم‌ها ضد؛ یا نژاد پرستانه می‌توانند باشند، تعریف میم ممکن است در طی زمان تغییر کند؛ به‌طور سنتی، میم‌ها یک مفهوم یا تکیه‌کلام بودند که تبدیل به یک پدیدهٔ چند جنبه‌ای شده و ساختار پیچیده‌ای چون چالش‌ها (همانند چالش سطل یخ)، گیف‌ها، ویدیوها، و پدیده‌های همه‌گیر همچون ویروس را نیز شامل می‌شود.
میم‌های اینترنتی به عنوان بخشی از فرهنگ اینترنت شناخته می‌شوند. آنها می‌توانند از شخصی به شخصی دیگر و از طریق شبکه های اجتماعی، بلاگ ها، ایمیل مستقیم و یا منابع خبری جمعی و غیر جمعی منتشر شوند.

## تعریف
میم اینترنی، تصویر یا ویدئویی است که همراه با یک پیام متنی در پیام‌رسان‌ها و شبکه‌های اجتماعی دست‌به‌دست می‌شود. متن درج‌شده روی میم، ثابت نیست و هر بار از یک ایده، مشکل، رویداد، رفتار یا فرهنگ متفاوت از جامعه صحبت می‌کند. در اغلب مواقع، میم‌ها لحن طنز دارند. تصویر و ویدئوی میم، به‌تنهایی و بدون پیام متنی، یک میم خام محسوب می‌شود. برای ساختن میم‌های اینستاگرام و توییتر، روی آن‌ها تفسیرهای مختلف اجتماعی، فرهنگی یا سیاسی درج می‌کنند.

## کاربرد
میم‌ها علاوه بر جنبهٔ سرگرمی جهت تبلیغات و بازاریابی به عنوان ابزاری اثرگذار برای بازاریابی ویروس‌وار و بازاریابی پارتیزانی ارزیابی می‌شوند.

## ابزارهای ساخت میم

### ابزارهای ساخت میم در کامپیوتر
- این ابزارهای عبارتند از: فوتوشاپ، کورل، ایلوستریتور

و …. که ابزارهای قدرتمندی در زمینه تصویر سازی و ادیت عکس هستند که می‌توان به وسیله آن میم‌های مختلفی را نیز ساخت.

## صنعت میم درایران
صنعت میم در ایران در اواخر سال ١۴٠٠ مصادف با همه‌گیری ویروس کرونا در بستر های فضای مجازی مانند تلگرام، اینستاگرام، توییتر و... گسترش قابل توجهی داشت. میم سازان در همه زمینه های سیاسی فرهنگی اقتصادی و دنیای روزمره ایرانیان به فعالیت میپردازند.
میم‌ها در ایران در سطح‌های مختلفی قرار دارند وبعضی از آنها به قدری پیچیده میباشند که برای کسانی که آگاهی کاملی از جریان آن را ندارند قابل درک نیست، ولی برای عده ای در عین حال بسیار خنده‌دار /می باشد.
میم ایرانی علاوه به پرداختن به مسائل داخلی به مسائل دنیای خارج نیز میپردازد و میتوان گفت که میم های ایرانی تعاملی گسترده با همه مسائل دارد؛ در میم‌های ایرانی همواره به موضوعات ترند و اخبار روز دنیا و هنرمندان مشهور پرداخته میشود.
از معروف ترین میم های ایران میتوان به: میم رضا پیشرو رپر معروف،پیرمرد خیاط و واقعیه یا کیکه اشاره کرد.
نمونه ایی از میم اینترنتی محبوب حال حاضر به میم معروفی از هنرمندی محمد رضا گلزار است که درحال حاضر طرفدارهای بسیار زیادی دارد

## میم و سیاست ایران
میم های ایرانی، همچنین در بازه های سیاسی، اقتصادی و فرهنگی، فعالیت های بسیاری دارند. این میم ها، همزمان با اوج گیری صنعت میم ایران، جایگاه خود را در کشور، تحکیم کردند.
میم های سیاسی ایران، در دوران جنبش زن، زندگی، آزادی به اوج خود رسید و انواع موضع های سیاسی (اکثرا طرفداران و یا مخالفان نظام جمهوری اسلامی) در ساخت آنها، مشارکت داشته اند.